# Rowena (Vorname)
Rowena ist ein weiblicher Vorname.

## Herkunft
Die Herkunft des Namens Rowena ist nicht endgültig geklärt. Als Herleitung kommen folgende Erklärungen in Frage:
- latinisierte Form eines unbekannten sächsischen Namens, der sich möglicherweise aus den Elementen hrōd „Ruhm“ und wynn/wuni „Freude“, „Glück“ zusammensetzt[1][2]
- weibliche Form des altenglischen Vornamens Hrodwyn[2], der sich aus den Elementen hrōd „Ruhm“ und win „Freund“ zusammensetzt[3][4]
- keltischer Vorname: „die Schlanke und Schöne“[5]

## Verbreitung
Der Name wird in erster Linie im Vereinigten Königreich und den USA vergeben, ist dort jedoch nicht besonders häufig.

## Varianten
- Albanisch: Rovena
- Englisch: Rowina
- Portugiesisch: Rovena
- Ungarisch: Rovéna
- Walisisch: Rhonwen

Möglicherweise handelt es sich auch beim Namen Rhonda um eine Variante.

## Bekannte Namensträgerinnen
Rowena als reale Person
- Rowena Morse (1870–1958), US-amerikanische Theologin, 1904 als erste Frau an der Universität Jena promoviert

Rowena in Kunst, Literatur und Mythologie
- Rowena Ravenclaw aus dem Roman „Harry Potter“ von J. K. Rowling
- Lady Rowena aus dem Roman Ivanhoe von Walter Scott
- Lady Rowena Trevanion von Tremaine aus der Erzählung Ligeia von Edgar Allan Poe
- Rovena, Tochter des germanischen Kriegerfürsten Hengest
- Rowena MacLeod aus der Serie Supernatural